# 加格拉河大桥
加格拉河大桥，一座非对称单塔斜拉桥，是尼泊尔最长的同类型桥梁，采用国际合作模式兴建。大桥横跨加格拉河，位于尼泊尔西部的凯拉利县和巴迪亚县之间。由日本川崎重工花六年时间建成，于1994年由时任尼泊尔首相吉里贾·普拉萨德·柯伊拉腊揭幕。

## 位置
大桥位于马亨德拉公路上，地处凯拉利县与巴迪亚县的交界处，距离首都加德满都约500（311英里），距离最近的提卡坡机场25（16英里）。大桥的设计及地点使其成为国内和国际游客的一个旅游景点。
距离加格拉河大桥最近的村镇是佩里专区的吉萨帕尼。